# Le Moulin dans le soleil
Pour plus de détails, voir Fiche technique et Distribution.
Le Moulin dans le soleil est un film français réalisé par Marc Didier et sorti en 1939.

## Fiche technique
- Titre : Le Moulin dans le soleil
- Réalisation : Marc Didier
- Scénario et dialogues : Marc Didier et Gaston Rullier (auteur)
- Décors : Jean Douarinou
- Photographie : Georges Raulet
- Montage : Henriette Wurtzer
- Son : Maurice Carrouet
- Musique : Jane Bos[1],[2]
- Société de production : Films F.V.
- Pays de production :  France
- Format :  Noir et blanc - 1,37:1 - 35 mm - son mono
- Genre : Comédie
- Durée : 110 minutes
- Date de sortie : 
  - France : 29 mars 1939

## Distribution
- Orane Demazis : Hélène
- Gaston Rullier : Théophile Esquirol, le maire
- Marc Dantzer : André Esquirol, neveu de Théophile
- Milly Mathis : Segonde
- Fernand Sardou : Claire
- Jean Aquistapace : le curé
- Jacqueline Pacaud : Monique
- Henri Ebstein : Gentil
- Yvonne Rozille : Benjamine
- Robert Vattier : Grimard, l'instituteur